# Guéret

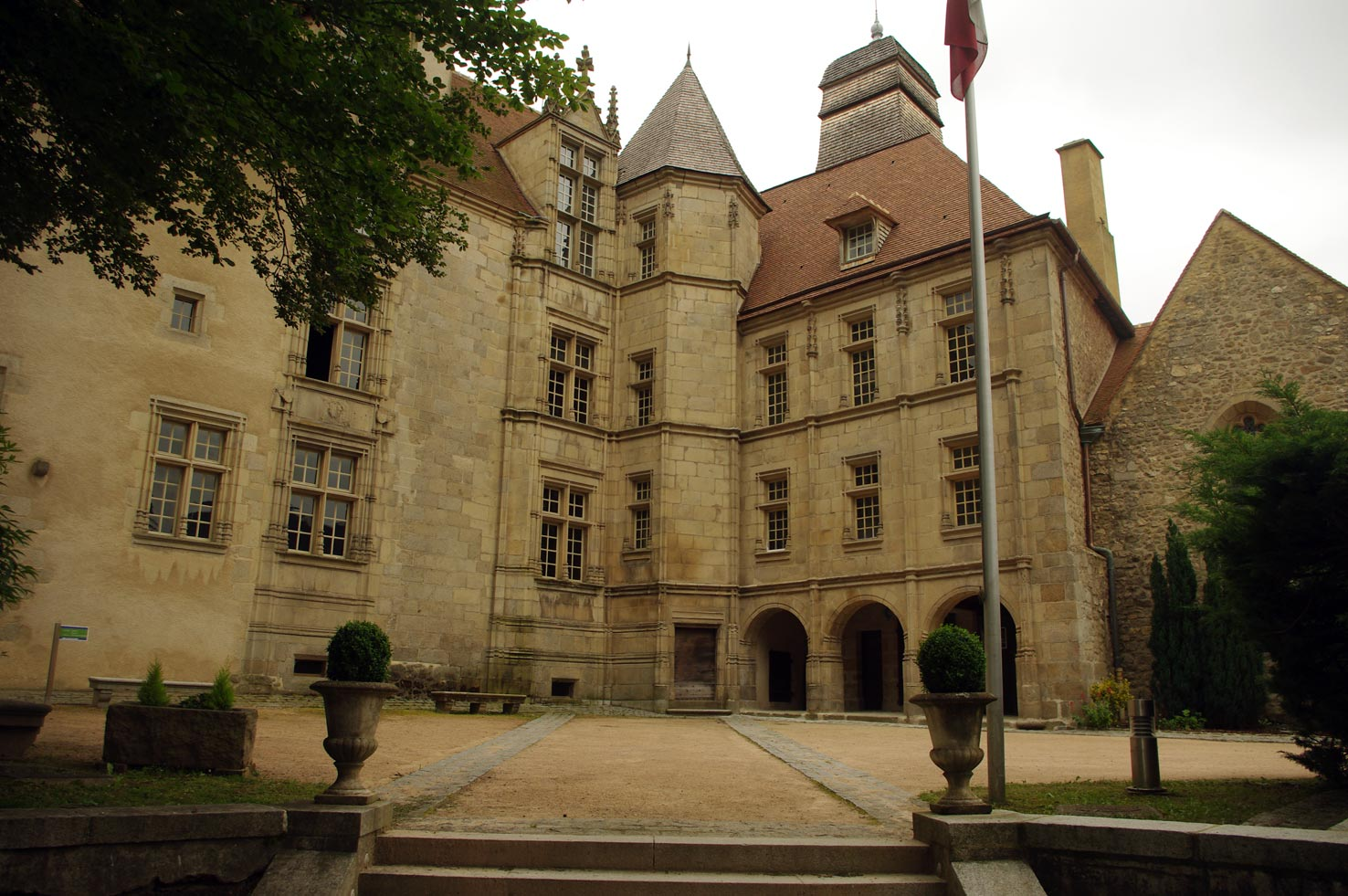
Hôtel des Moneyroux

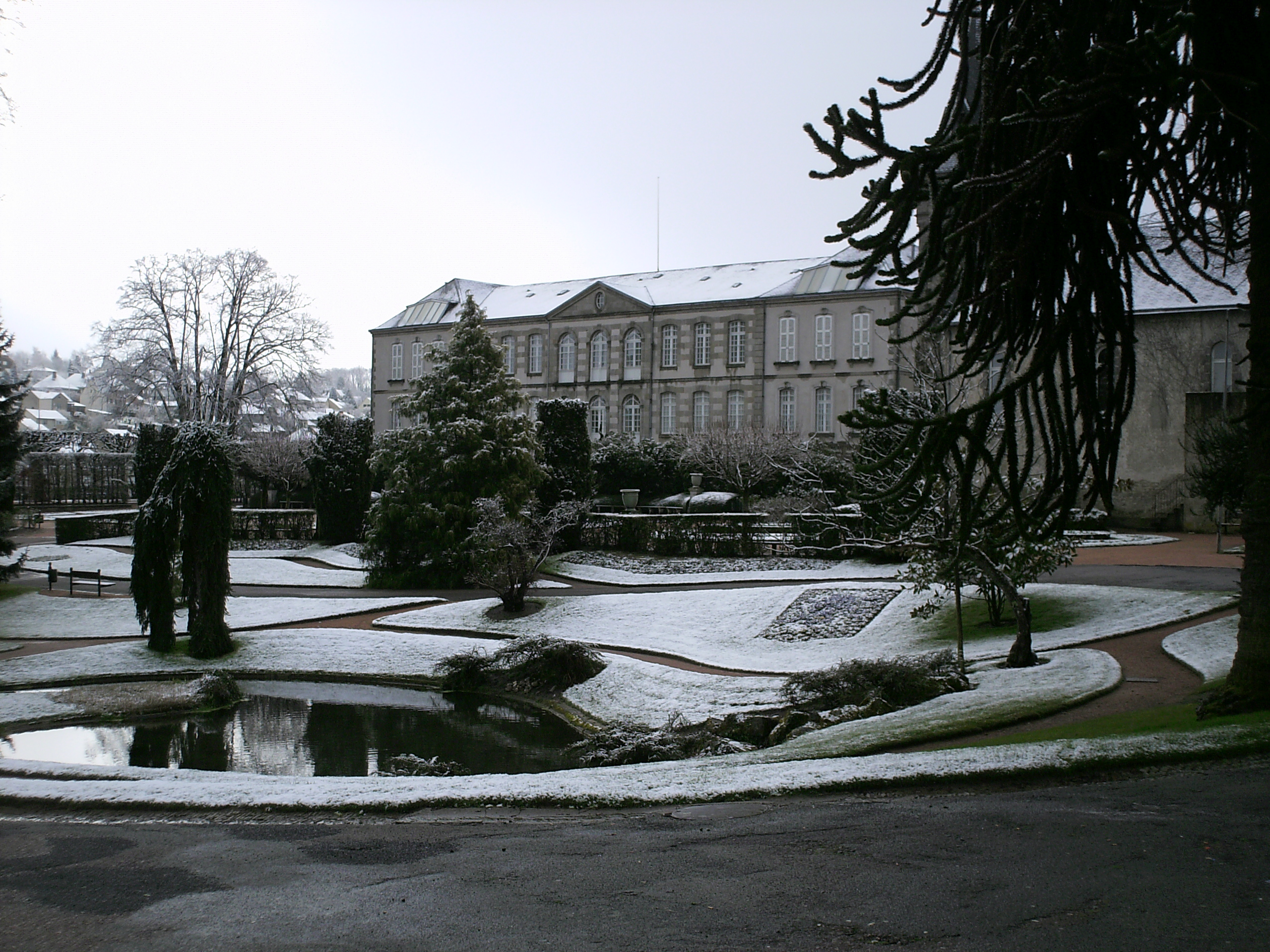
Musée de la Sénatorerie

Guéret [ɡeʁɛ] (okzitanisch Garait) ist eine französische Gemeinde mit 12.814 Einwohnern (Stand 1. Januar 2022) in der Region Nouvelle-Aquitaine. Sie ist Verwaltungssitz (Präfektur) des Départements Creuse.

## Lage und Klima
Guéret liegt im Quellgebiet mehrerer Bäche zu Füßen der Monts de Guéret im Nordwesten des französischen Zentralmassivs in einer Höhe von ca. 450 bis 500 m. Nächstgelegene Großstadt ist Limoges (ca. 80 km Fahrtstrecke südwestlich), Clermont-Ferrand ist knapp 130 km in südöstlicher Richtung entfernt. Das Klima ist gemäßigt; Regen (ca. 800 bis 1000 mm/Jahr) fällt überwiegend im Winterhalbjahr.

## Bevölkerungsentwicklung
| Jahr                       | 1800  | 1851  | 1901  | 1954   | 1999   | 2020   |
| Einwohner                  | 3.125 | 5.033 | 8.083 | 10.131 | 14.123 | 12.698 |
| Quellen: Cassini und INSEE |       |       |       |        |        |        |

Bedingt durch die Aufgabe bäuerlicher Kleinbetriebe („Höfesterben“), die Mechanisierung der Landwirtschaft und die dadurch ausgelöste Arbeitslosigkeit auf dem Land stieg die Einwohnerzahl in der ersten Hälfte des 20. Jahrhunderts deutlich an.

## Wirtschaft
Das Umland der Stadt ist traditionell agrarisch orientiert. In den 1960er Jahren begann mit der Ansiedlung von Betrieben im Norden der Stadt eine bescheidene Industrialisierung. Guéret hat einen Bahnhof an der Bahnstrecke Montluçon–Saint-Sulpice-Laurière, die bereits im Jahr 1864 eröffnet wurde.

## Geschichte
Im 7. Jahrhundert gründete Lantarius, Graf von Limoges, auf seinem Landgut Garactus ein Kloster, in dem er den Eremiten Pardulfus (französisch Pardoux) als Abt einsetzte. Um dieses Kloster entstand ein Ort, der sich im 15. und 16. Jahrhundert allmählich zur Stadt entwickelte.
Die Stadt wurde im Jahr 1514 Hauptstadt der Grafschaft und späteren Provinz Marche. Ihr Status als Verwaltungssitz wurde 1790 bei der Gestaltung der Départements bestätigt. Trotz der Bemühungen der darum rivalisierenden, bevölkerungsreicheren und stärker industrialisierten Stadt Aubusson wurde Guéret zum Hauptort und Sitz des Départements Creuse. Die wirtschaftliche Schwäche und der Bevölkerungsrückgang im Département waren für das Wachstum der Stadt nicht förderlich.
Während des Zweiten Weltkriegs lag die Stadt zunächst in der vom Vichy-Regime verwalteten „Freien Zone“, die nach dem Einmarsch der Wehrmacht im November 1942 in Südzone umbenannt wurde. Die Befreiung Guérets von den Deutschen Besetzern gelang einer Einheit der Résistance am 7. Juni 1944.

## Sehenswürdigkeiten
- Hôtel des Moneyroux (fälschlicherweise auch „Château des Comtes de la Marche“ genannt)
- Présidial aus dem 16. Jahrhundert, heute Hôtel de Ville
- Musée d’Art et d’Archéologie de Guéret im Hôtel de la Sénatorerie, teilweise aus dem 18. Jahrhundert

## Persönlichkeiten
- Pardulf von Gueret (7. Jahrhundert), Mönch und Märtyrer
- Antoine Banassat (1729–1794), Geistlicher, Parlamentsabgeordneter und Märtyrer
- Henri Bertaud Du Chazaud (1918–2013), Lexikograf
- Pierrette Fleutiaux (1941–2019), Schriftstellerin
- Marcel Jouhandeau (1888–1979), Schriftsteller

## Städtepartnerschaft
- Stein, Deutschland